# Toyota MR2
Toyota MR2 — двомісний спортивний автомобіль, що випускався компанією Toyota Motor Corporation з 1984 по липень 2007 рік. В автомобілі реалізована средньомоторна компоновка, тобто двигун розташований позаду водія і пасажира, але перед задньою віссю.

## Перше покоління

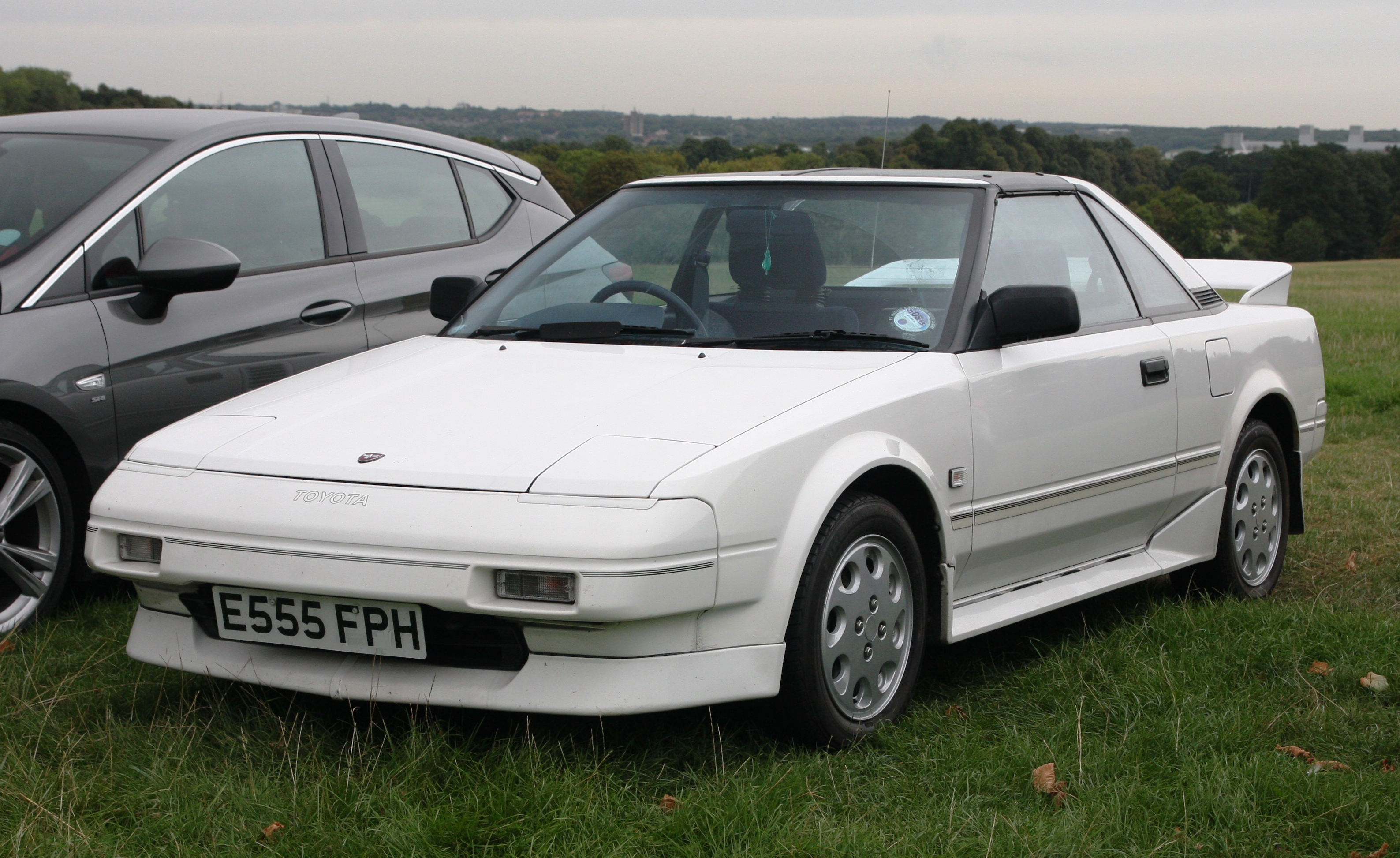
Toyota MR2 1

Перше покоління (AW10, AW11) випускалося з 1985 по 1989 рік, в Японії з'явилося у продажу в 1984 році. Автомобілі оснащувалися моторами 4A-GE (1600 см³, 120–131 к.с., атмосферний) і 4A-GZE (1600см³, 145 к.с., наддувний), так само були моделі з двигуном 3A-ELU (1500 см³, 75 к.с.).

### Двигуни
- 1.5 L 3A-LU I4 (AW10) 83 к.с.
- 1.6 L 4A-GE DOHC I4 (AW11) 116-124 к.с.
- 1.6 L 4A-GZE supercharged I4 (AW11) 145 к.с.

## Друге покоління

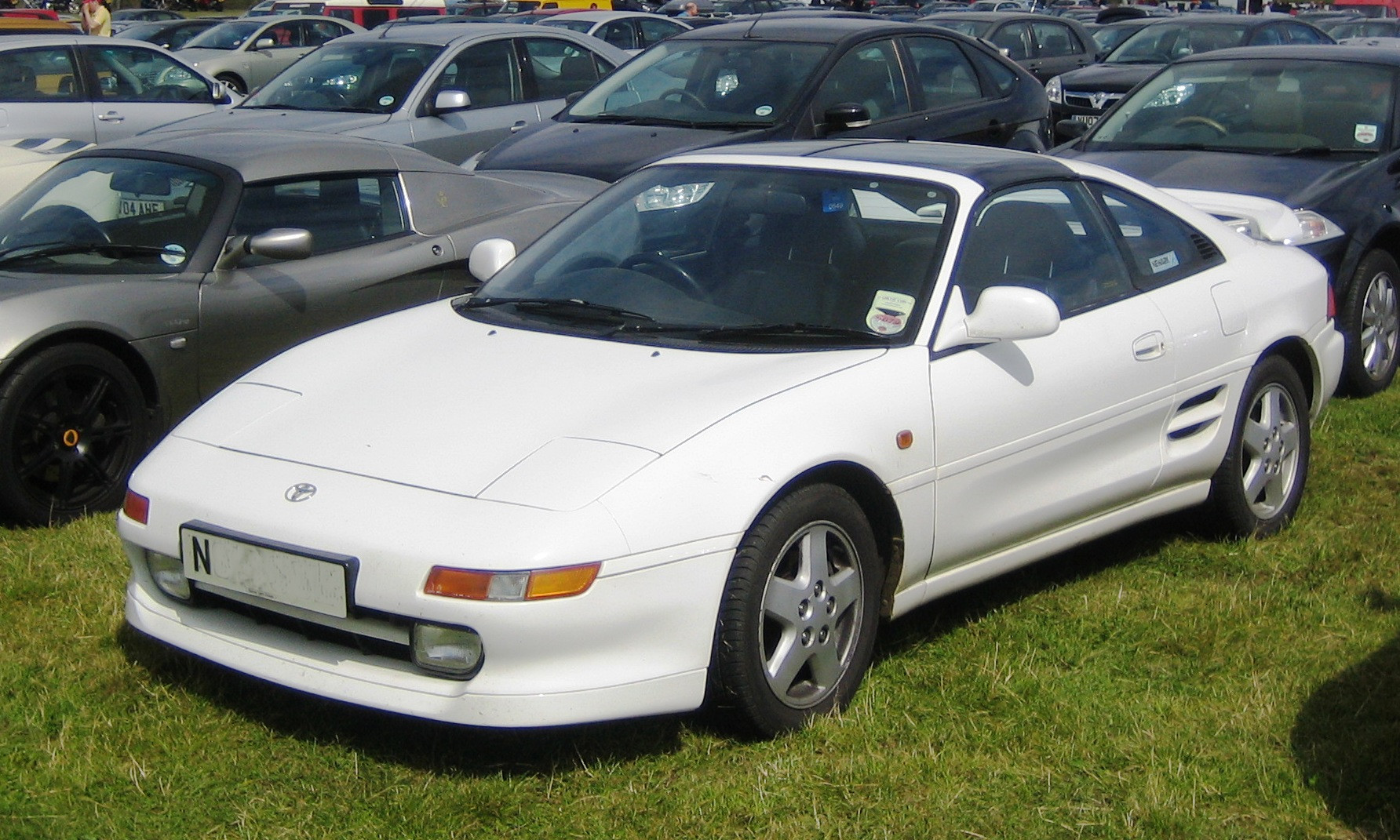
Toyota MR2 2

Друге покоління (AW20) випускалося в 1990–1995 роках для європейського ринку, в 1989–1997 роках для японського, 1990–1999 роках для американського. Оснащувалися моторами 3S-GE (2000 см³, 165 к.с., атмосферний) і 3S-GTE (2000 см³, 225 к.с., турбо). Після 1993 року був проведений невеликий рестайлінг моделі і збільшена потужність моторів: 3S-GE до 180 к.с. і 3S-GTE до 245 к.с. Друге покоління MR-2 випускалося в двох варіантах кузова: купе і тарга (версія «T-bar roof»).

### Двигуни
- 2.2 L 5S-FE I4 (SW21) 133-135 к.с.
- 2.0 L 3S-FE 128 к.с.
- 2.0 L 3S-GE I4 (SW20) 156-180 к.с.
- 2.0 L VVTi 3S-GE I4 (SW20) 200 к.с.
- 2.0 L 3S-GTE turbo I4 (SW20) 204-245 к.с.

## Третє покоління

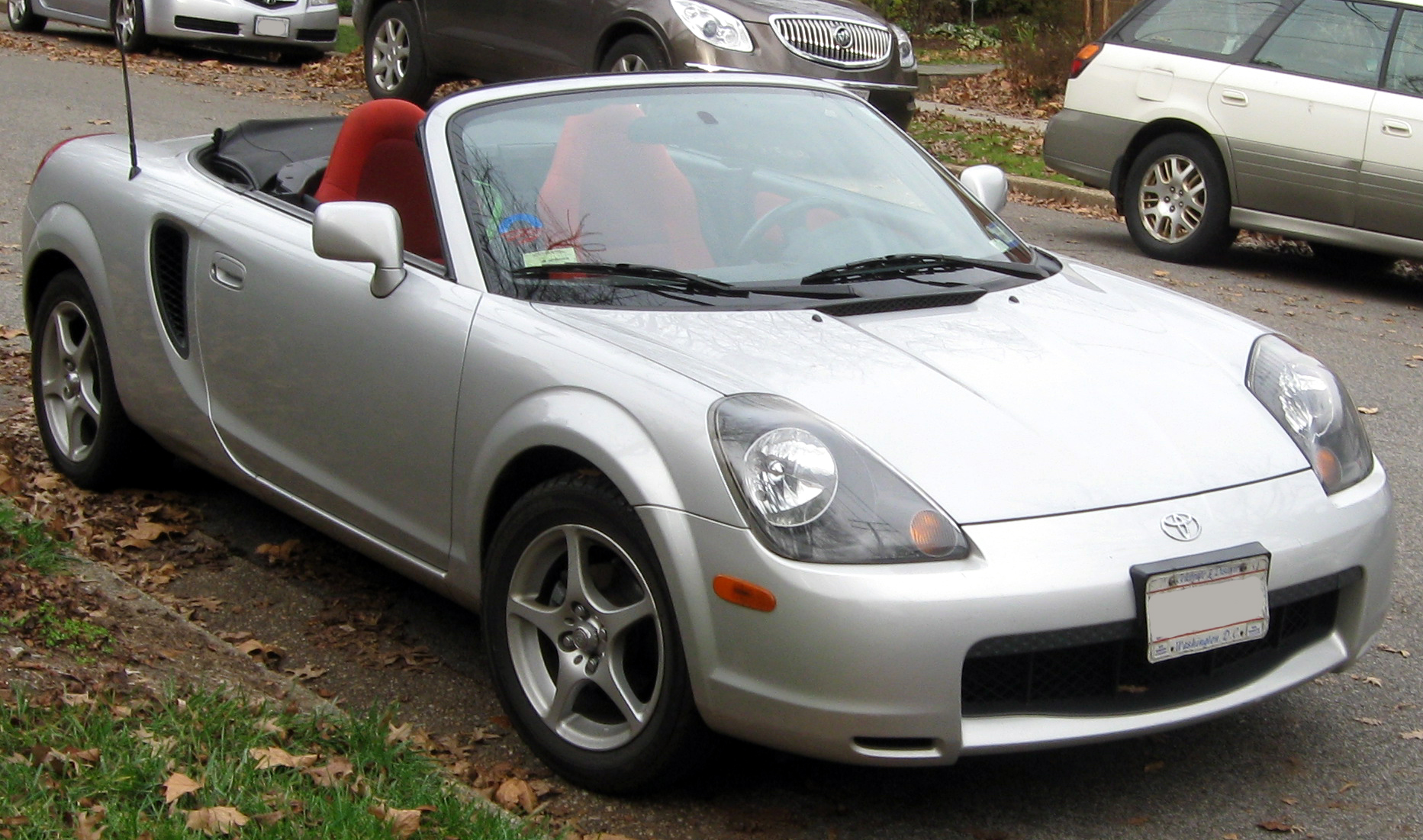
Toyota MR2 3

Третє покоління випускалося серійно з 1999 до 2007 року. У японській версії модель називалася Toyota MR-S, в європейській MR2 Roadster, а в американській — MR2 Spyder. Оснащувалася тільки двигуном: 1ZZ-FE (1800 см³, 143 к.с., VVT-i, атмосферний). У 2003 році вийшла оновлена версія MR-S і MR2-Spyder. У ній були трохи змінені облицювання салону, фари і задні ліхтарі, 6-ступенева трансмісія, а також поставлені більш широкі колеса і диски ззаду на 16". Випускалися як з механічною коробкою передач, так і з секвентальною (роботизованою).

### Двигуни
- 1.8 L 1ZZ-FED I4 (ZZW30) 143 к.с.